# میکیو ناروسه
میکیو ناروسه (به ژاپنی: 成瀬 巳喜男)؛ (۲۰ اوت ۱۹۰۵ – ۲ ژوئیهٔ ۱۹۶۹) کارگردان، تهیه‌کننده و فیلم‌نامه‌نویس اهل ژاپن بود. ناروسه عمدتاً به عنوان بزرگ‌ترین کارگردان زنان و جامعه مدرن ژاپن شناخته می‌شود. او ۸۹ فیلم را در بازه زمانی ۱۹۳۰ تا ۱۹۶۷ کارگردانی کرد. از آثار مهم او می‌توان به ابرهای شناور (۱۹۵۵)، وقتی زنی از پله‌ها بالا می‌رود (۱۹۶۰)، اشتیاق (۱۹۶۴) و ابرهای پراکنده (۱۹۶۷) اشاره کرد.

## سرگذشت

### سالهای اولیه
میکیو ناروسه در سال ۱۹۰۵ در توکیو به دنیا آمد و پس از مرگ زودهنگام والدینش توسط برادر و خواهرش بزرگ شد. او در دهه ۱۹۲۰ به عنوان دستیار گروه نور وارد استودیوی فیلم شوچیکو شد و خیلی زود به کارگردانی کمدی یوشینوبو ایکدا منصوب شد. تا اینکه در سال ۱۹۳۰ به او اجازه داده شد که به تنهایی فیلمی را کارگردانی کند. اولین فیلم او، کمدی کوتاه آقا و خانم شمشیربازی، توسط هیونوسوکه گوشو تدوین شد که سعی کرد از این فیلمساز جوان حمایت کند. این فیلم موفقیت‌آمیز تلقی شد و ناروسه اجازه داشت فیلم عاشقانه عشق خالص (جونجو) را کارگردانی کند. هر دو فیلم، مانند اکثر تلاش‌های کارگردانی او در شوچیکو، گمشده تلقی می‌شوند.
اولین کار کوتاه موجود ناروسه، نوکر، سخت کار کن! (۱۹۳۱) است؛ آمیزه ای از کمدی و درام خانگی. در سال‌های ۱۹۳۳ تا ۱۹۳۴، او مجموعه‌ای از ملودرام‌های صامت را کارگردانی کرد: جدا از تو، رویاهای هر شب و خیابان بدون پایان که بر زنانی متمرکز بود که با محیط‌های خصمانه و مسئولیت‌های عملی مواجه می‌شدند. طبق گفتهٔ الکساندر جاکوبی، این فیلم‌ها ظرافت سبکی قابل‌توجهی از خود نشان می‌دادند. ناروسه از شرایط کاری در شوچیکو و پروژه‌هایی که به آنها محول شده بود ناراضی بود و در سال ۱۹۳۴ شوچیکو را ترک کرد و به پی سی ال رفت (که بعداً به توهو تبدیل شد).
اولین فیلم مهم او درام کمدی همسر! مثل یک گل سرخ باش! محصول ۱۹۳۵ است. این فیلم به‌عنوان بهترین فیلم سال توسط مجله کینما جونپو انتخاب شد و اولین فیلم ژاپنی بود که در ایالات متحده اکران شد (جایی که استقبال خوبی از آن صورت نگرفت). این فیلم دربارهٔ زن جوانی است که پدرش خانواده اش را به خاطر یک گیشا سابق ترک کرده‌است. وقتی او در یک روستای کوهستانی دورافتاده به دیدار پدرش می‌رود، معلوم می‌شود که همسر دوم برای او بسیار مناسب‌تر از همسر اول است. مورخان بر احساس شیک و مدرن، سبک بصری بدیع و نگرش‌های اجتماعی مترقی فیلم تأکید کرده‌اند.
فیلم‌های سال‌های بعدی ناروسه اغلب به‌عنوان آثار کم‌اهمیت‌تری توسط مورخان سینما در نظر گرفته می‌شوند که بخشی از آن به دلیل فیلم‌نامه‌ها و بازیگری ضعیف هستند، اگرچه جاکوبی به آزمایش‌های رسمی و نگرش شک‌آمیز نسبت به نهادهای ازدواج و خانواده در بهمن و غم و اندوه یک زن اشاره کرد. ناروسه بعداً استدلال کرد که در آن زمان جرأت رد برخی از پروژه‌هایی که به او پیشنهاد شده بود را نداشت و تلاش‌های او برای جبران محتوای ضعیف با تمرکز بر تکنیک نتیجه‌ای نداشت.
در طول سال‌های جنگ، ناروسه به آنچه زندگی‌نامه‌نویسش کاترین راسل از آن به عنوان «پروژه‌های ایمن» و «فیلم‌های جلوی خانه» مانند صداقت یاد می‌کرد، پایبند بود. در اوایل دهه ۱۹۴۰، اولین ازدواج ناروسه با ساچیکو چیبا، که در همسر! مثل یک گل سرخ باش! بازی کرده بود، به نافرجامی کشیده شد (آن‌ها در سال ۱۹۳۶ با یکدیگر ازدواج کرده بودند). در سال ۱۹۴۱، او کمدی هیدکو رهبر اتوبوس را با هیدکو تاکامینه کارگردانی کرد، که بعدها به بازیگر ثابت و اصلی فیلم‌هایش تبدیل شد.

### حرفه پس از جنگ
این دوره عموماً به‌عنوان نقطه عطفی در کارنامهٔ ناروسه تلقی می‌شود. ضیافت بازگشتی را برای کارگردان رقم زد و در کنار آذرخش (۱۹۵۲) و ابرهای شناور (۱۹۵۵) از اولین مجموعه اقتباس‌ها از نویسنده زن فومیکو هایاشی، محسوب می‌شود. همه این فیلم‌ها زنانی را نشان می‌دادند که با روابط ناخوشایند یا روابط خانوادگی دست و پنجه نرم می‌کردند و جوایز معتبر ملی فیلم دریافت کردند. آخرین گل‌های داوودی (۱۹۵۴)، بر اساس داستان‌های کوتاه هایاشی، با محوریت چهار گیشای سابق و تلاش‌های آن‌ها برای کنار آمدن با محدودیت‌های مالی در ژاپن پس از جنگ می‌باشد. درام خانوادگی برادر بزرگتر، خواهر کوچکتر (۱۹۵۳) و صدای کوهستان (۱۹۵۴) که تصویری از درهم شکستن ازدواج است، بر اساس منابع ادبی مورو سایسی و یاسوناری کاواباتا ساخته شد.
بسیاری از منتقدان سال‌های پایانی (بازه زمانی ۱۹۶۰ تا ۱۹۶۷) را اوج دوره کاری ناروسه قلمداد می‌کنند. هرچند در دهه ۱۹۶۰، تعداد تولیدات ناروسه کاهش یافت (تا حدی به‌دلیل بیماری بود) اما بسیاری از فیلم‌های شناخته‌شدهٔ او در همین دوره ساخته شده‌اند و مورخان در همان زمان متوجه افزایش احساسات و یک حالت تماشایی‌تری از ملودرام در آثار او شدند. وقتی زنی از پله‌ها بالا می‌رود (۱۹۶۰) داستان یک مهماندار سالخورده بار را تعریف می‌کند که تلاش می‌کند کسب‌وکار خود را راه‌اندازی کند. دفتر یادداشت یک سرگردان (۱۹۶۲) زندگی نویسنده فومیکو هایاشی را دنبال می‌کند. ناروسه در سال ۱۹۶۴، ملودرام اشتیاق را ساخت که منتقدان ژاپنی همواره از آن به‌عنوان یکی از آثار تحسین‌برانگیز و موفقش یاد می‌کنند. فیلم داستان بیوه‌ای خواربارفروش (هیدکو تاکامینه) را تعریف می‌کند که با فشار بیرونی برای فروش فروشگاه خود مواجه است و از عشق بی‌نتیجه برادر شوهرش (یوزو کایاما) به خود مطلع می‌شود. آخرین فیلم او ابرهای پراکنده (معروف به دو نفر در سایه) بود که در سال ۱۹۶۷ منتشر شد. دو سال بعد، ناروسه در ۶۳ سالگی بر اثر سرطان درگذشت.
ناروسه فردی جدی و کم حرف توصیف می‌شد و حتی نزدیک‌ترین و قدیمی‌ترین همکارانش مانند فیلمبردار تامای ماسائو ادعا می‌کردند که شخصاً چیزی دربارهٔ او نمی‌دانند. او مصاحبه‌های بسیار کمی انجام داد و به گفته آکیرا کوروساوا، کارگردان بسیار مطمئنی بود که همه کارها را خودش در مجموعه انجام می‌داد. هیدکو تاکامینه به یاد می‌آورد: «حتی در حین فیلمبرداری یک تصویر، او هرگز نمی‌گفت که چیزی خوب یا بد، جالب یا پیش پا افتاده‌است. او کارگردانی کاملاً بی‌پاسخ بود. من در حدود ۲۰ فیلم او ظاهر شدم، اما با این حال، هرگز موردی نبود که به من دستور بازیگری بدهد»

## سبک کاری
سینمای ناروسه عموماً به‌عنوان نمونه‌ای از مفهوم ژاپنی «مونو نو آواره»، آگاهی از گذرا بودن چیزها، و یک اندوه ملایم در هنگام از دست رفتن آن‌ها شناخته می‌شود. او خود توضیح داده‌است: «از سنین پایین فکر می‌کردم دنیایی که در آن زندگی می‌کنیم به ما خیانت می‌کند». قهرمانان او معمولاً زنان بودند و مطالعات او در مورد تجربه زنانه طیف وسیعی از محیط‌ها، حرفه‌ها و موقعیت‌های اجتماعی را در بر می‌گرفت. شش فیلم او اقتباسی از یک رمان‌نویس به نام فومیکو هایاشی بودند که به نظر می‌رسید دیدگاه بدبینانه‌اش با او همخوانی دارد. ناروسه از کارهای او فیلم‌هایی دربارهٔ اشتیاق نافرجام، خانواده‌های ناراضی و ازدواج‌های کهن‌الگو ساخت. شخصیت‌های احاطه شده توسط پیوندهای ناگسستنی خانوادگی و آداب و رسوم ثابت، هرگز آسیب پذیرتر از زمانی نیستند که برای یک بار تصمیم می‌گیرند، حرکتی فردی انجام دهند؛ ناروسه خود در این‌باره می‌گوید: «اگر این شخصیت‌ها حتی کمی باب میل خود حرکت کنند و تصمیم بگیرند، به سرعت دچار گرفتاری می‌شوند.»
انتظارات در فیلم‌های او همیشه به ناامیدی ختم می‌شوند، شادی غیرممکن است و رضایت بهترین چیزی است که شخصیت‌ها می‌توانند به دست آورند. ناروسه دربارهٔ تعدادی از فیلم‌هایش از جمله ضیافت و زن و شوهر گفته‌است: «این تصاویر، اتفاقات کمی در خود دارند و بدون نتیجه پایان می‌یابند - درست مثل زندگی». فیلم‌های ناروسه شامل فیلم‌نامه‌های ساده، با حداقل دیالوگ، کار دوربین محجوب، و طراحی تولید کم‌کلید است. فیلم‌های اولیهٔ او دارای سبک تجربی‌تری هستند، درحالی‌که سبک کارهای بعدی او برای بزرگ‌نمایی درام روزمره آزمایش‌ها و مصیبت‌های مردم عادی ژاپنی، با حداکثر تفاوت‌های روان‌شناختی در هر نگاه، ژست، عمداً کند و آرام طراحی شده‌است. آکیرا کوروساوا، که به‌عنوان دستیار در فیلم «بهمن» او کار می‌کرد، سینمای ناروسه را به‌عنوان «رودخانه‌ای عمیق با سطحی آرام که جریانی سریع خروشان را در زیر آن پنهان می‌کند» توصیف کرده‌است.

## گزیده آثار
- نوکر، سخت کار کن! (۱۹۳۱)
- جدا از تو (۱۹۳۳)
- همسر! مثل یک گل سرخ باش! (۱۹۳۵)
- بازیگران مسافر (۱۹۴۰)
- ضیافت (۱۹۵۱)
- مادر (۱۹۵۲)
- آذرخش (۱۹۵۲)
- زن و شوهر (۱۹۵۳)
- همسر (۱۹۵۳)
- صدای کوهستان (۱۹۵۴)
- گل‌های داوودی اواخر (۱۹۵۴)
- ابرهای شناور (۱۹۵۵)
- باران ناگهانی (۱۹۵۶)
- قلب یک همسر (۱۹۵۶)
- در جریان (۱۹۵۶)
- ابرهای تابستانی (۱۹۵۸)
- صفیر در کوتان (۱۹۵۹)
- وقتی زنی از پله‌ها بالا می‌رود (۱۹۶۰)
- دختران، همسران و یک مادر (۱۹۶۰)
- جریان غروب (۱۹۶۰)
- پاییز آغاز شده‌است (۱۹۶۰)
- بعنوان یک همسر، بعنوان یک زن (۱۹۶۱)
- دفترچۀ یک سرپرست (۱۹۶۲)
- اشتیاق (۱۹۶۴)
- غریبه‌ای درون یک زن (۱۹۶۶)
- ابرهای پراکنده (۱۹۶۷)